# Coritans
Els coritans o corieltauves (llatí Coritani o Corieltauvi) foren un poble celta de Britànnia esmentat per Claudi Ptolemeu que vivia a les ciutats de Lindum (Lincoln) i Rhage (Leicester).